# Hulivana, Mandya
Hulivana là một làng thuộc tehsil Mandya, huyện Mandya, bang Karnataka, Ấn Độ.